# Łukasz Grzejszczak
Łukasz Dorian Grzejszczak – polski historyk sztuki, bibliotekoznawca, muzealnik, publicysta, kurator wystaw, rzeczoznawca.

## Życiorys
Pochodzi z Wielkopolski – do Łodzi przyjechał w 1979 roku. Studiował historię sztuki (1995–2000), a także obronił doktorat (2009) na Uniwersytecie Łódzkim. Od 2010 pracuje na Politechnice Łódzkiej w Instytucie Architektury Tekstyliów.
Był wykładowcą Łódzkiego Uniwersytetu Trzeciego Wieku im. Heleny Kretz (2000–2020) oraz wykłada na Uniwersytecie Trzeciego Wieku Politechniki Łódzkiej, Uniwersytecie Trzeciego Wieku przy Bibliotece Publicznej im. Jana Machulskiego w Aleksandrowie Łódzkim oraz współpracuje z Uniwersytetami Trzeciego Wieku w Pabianicach i Łasku. Jest biegłym i rzeczoznawcą Sądu Okręgowego w Łodzi oraz Izby Skarbowej i ekspertem Ministerstwa Kultury i Dziedzictwa Narodowego (od 2017) w zakresie dzieł sztuki i starodruków.
Jest członkiem Stowarzyszenia Historyków Sztuki. Bywa uczestnikiem nagrań cykli telewizyjnych i radiowych dla Radia Łódź, OTVM Ret-Sat 1, TV Toya i TVP3.

## Odznaczenia
- Medal Komisji Edukacji Narodowej (2018);
- Odznaka „Za Zasługi Dla Miasta Łodzi” (2019);
- Medal Srebrny Za Długoletnią Służbę (2021);
- Odznaka honorowa „Zasłużony dla Kultury Polskiej” (2023)[2];
- Brązowy Krzyż Zasługi (2024)[5]

## Wyróżnienia
- Złoty Ekslibris w Kategorii: Najlepsza Książka o Łodzi za książkę Atlas historyczny miasta Łodzi. Łódź 2022
- Najlepszy Nauczyciel Roku na Politechnice Łódzkiej (4-krotnie)[2]

## Publikacje
Grzejszczak jest autorem licznych rozdziałów w monografiach, artykułów naukowych, 87 prac popularnonaukowych, a także recenzji, artykułów wspomnieniowych i dokumentacyjnych przedstawiających sylwetki działaczy kulturalnych oraz omawiających zbiory biblioteczne i muzealne:
- Kolekcja grafiki XVI–XVIII w. Wojewódzkiej i Miejskiej Biblioteki Publicznej im. Marszałka Józefa Piłsudskiego w Łodzi. Łódź 2007
- Uroda Codzienności. Sztuka użytkowa XIX–XX wieku. Łódź 2011
- Odbicie w lustrze. Autoportrety artystów polskich w grafice i rysunku XVIII-XX w. Łódź 2012
- Katalog wzorników tkackich w zbiorach Muzeum Ziemi Prudnickiej. Prudnik 2022 (monografia międzynarodowa wydana w języku polskim i czeskim)
- Atlas historyczny miasta Łodzi. Łódź 2022
- Willa Geyera. Dom Lekarzy. Łódź 2023[2]